# Niobe
La níobe (Argynnis niobe) és una espècie de lepidòpter papilionoïdeu de la família dels nimfàlids (Nymphalidae) present als Països Catalans.

## Distribució
Es troba a Europa (absent a les illes mediterrànies excepte el nord de Sicília), Turquia, Orient Mitjà, l'Iran, Àsia central, Mongòlia i Amur. A la península Ibèrica és absent al sud-oest.

## Hàbitat
Àrees herboses obertes, barrancs amb vegetació dispersa i clars de bosc. L'eruga s'alimenta de plantes del gènere Viola.

## Període de vol i hibernació
Una generació a l'any entre finals de maig i agost, segons la localitat i l'altitud. Hiberna com a larva formada dins de l'ou.